# Герб Кіровського району
Герб Ісмямтерецького райо́ну офіційний символ Іслямтерецького району Автономної Республіки Крим, затверджений 21 березня 2008 року рішенням Кіровської районної ради.

## Опис герба
Герб району являє собою прямокутний щит із закругленими нижніми кутами і вістрям (із співвідношенням ширини до висоти 8:9). Щит вилоподібно розділений. У верхньому червоному полі, тонко окантованому сріблом, срібний ширяючий орел, що супроводжується знизу срібним кадуцеєм у стовп. Змії на кадуцеї золоті, нижня частина виходить за межі поля. У правому зеленому полі золота амфора із золотим колосом по правій стінці посудини, в лівому синьому — золотий фонтан з трьома срібними струменями.
Щит покладений на золотий картуш, увінчаний золотою короною, складеною з колосся і соняшника, і прикрашений з боків зеленими дубовими гілками із золотими жолудями, а знизу золотим виноградним ґроном із зеленим листям і лозою. Гілки перевиті стрічкою кольорів прапора АР Крим, на якій напис російською мовою: «Кировский район» і «1935».

## Значення символів
Орел, зображений на червоному полі символізує широкі степові простори, де розташована значна частина району. Крім того, орел і емблема, що вінчає жезл Меркурія символізують, розміщення на території району упродовж 50 років унікальної літно-випробувальної частини, як колишнього СРСР, так і незалежної України, льотчиками—випробувачами якої виконувалися складні завдання із випробування та передачі для використання зразків нової техніки і озброєння. Тут, на території аеродрому, проходили спецпідготовку усі космонавти, починаючи з Юрія Гагаріна.
Ширяючий орел нагадує і про гору Клементьєва, що розташована на території району, де робила свої перші кроки вітчизняна авіація, розвивався планеризм і дельтапланеризм.
Кадуцей символізує те, що через землі району в давнину проходив знаменитий Шовковий шлях, яким везли не лише шовк, але і прянощі, льон, хутра та інші товари.
Золота амфора, розташована в правому зеленому фоні герба, відбиває глибокі історичні корені націй і народностей, що проживають на території району. На тлі амфори розташований колос пшениці, що характеризує сільськогосподарський напрям району і символізує родючість. Колос, що складається з 13 зерен, також свідчить про кількість територіальних громад, що входять до складу району.
Фонтан в лівому синьому полі герба району свідчить про великі підземні запаси води, яка завжди по особливому цінувалася в Криму, про унікальну мінеральну воду, що міститься на території району.
Синє поле символізує затоку Сиваш, води якого омивають район на сході.

## Символіка кольорів
Зелений колір — символ оновлення і розквіту, відбиває унікальну природу, сільськогосподарський напрям розвитку економіки району, достаток, родючість і здоров'я.
Червоний — символ мужності, життєствердної сили і праці.